# São Caetano Esporte Clube
São Caetano Esporte Clube – żeński klub piłki siatkowej z Brazylii. Został założony w 1914 roku z siedzibą w mieście São Caetano do Sul.

## Sukcesy
Klubowe Mistrzostwa Świata:
- 1991

Mistrzostwa Brazylii:
- 1991/1992
- 1990/1991, 1992/1993, 1996/1997
- 2008/2009, 2009/2010